# 全日本バレーボール高等学校選手権大会
JVA全日本バレーボール高等学校選手権大会（ジェイブイエー ぜんにほんバレーボールこうとうがっこうせんしゅけんたいかい）は、2011年から毎年1月に開催されている高校バレーボールの大会である。通称春の高校バレー（春高バレー）。インターハイ、国スポと並ぶ高校3大大会として位置づけられている。

## 歴史

### 概要
高校選手権大会自体は第二次世界大戦後の1948年に「全国高等学校バレーボール選手権大会」として始まり、1963年からはインターハイに組み込まれ7月下旬から8月上旬にかけて行われ、その後、秋の10月に国体少年バレーボール、春休みの全国高等学校バレーボール選抜優勝大会（春の高校バレー）とともに、高校3大大会とされてきた。
しかし、春高バレー本大会は開催時期の関係で卒業式後の3月下旬の大会であり、特に女子で高等学校3年生が卒業後ただちに実業団チームに入る生徒にとっては、実質10月の国体が最後の大会となり、その後長期間ブランクが開くことが大きな問題となっていた。
これを受けて、日本バレーボール協会（JVA）や全国高等学校体育連盟（高体連）など関係各方面による協議の結果、2010年度から選抜優勝大会の名前を廃止して他の枠組みを残したまま、インターハイと選手権を分離し選手権の名義を移して新年1月開催に変更、3年生も3大大会全てに出場可能とした。「春高バレー」はこの大会の愛称とした。ただしインターハイに含まれない全国大会のため、高体連の制度上は選抜大会のままである。これにともない、インターハイにおける競技は選手権を兼ねない競技として継続されている（名称は「（元号）○○年度全国高等学校総合体育大会バレーボール競技大会」のみに統一）。
以上の理由から、2011年1月の大会は「第63回全日本バレーボール高等学校選手権大会」（大会回数は1948年からの通算）として開催された。また、歴代の記録も2009年度までのインターハイ時代から引き継ぐ。「バレーボールの甲子園」とも言われている。

### 沿革

#### 第1回大会（1948年）-
全国高等学校バレーボール選手権大会を9人制で開催。以後回を重ねる。

#### 第11回大会（1958年）-
第16回大会よりバレーボールが正式種目となった1964年東京オリンピックを次年に控え、この年に始まった全国高等学校総合体育大会（インターハイ）に合流、以後6人制に変更され全国高等学校総合体育大会バレーボール競技大会との併催として続けられる。

#### 第61回大会（2009年）-
第61回 | 第62回 | 第63回 | 第64回 | 第65回 | 第66回 | 第67回 | 第68回 | 第69回 | 第70回
高校バレーボール競技システム見直しにより、2011年に行われた第62回大会よりインターハイから分離される。時期変更のため、2010年は開催がなくなった（2010年度として考えるとある）。
2013年開催の第65回大会では東京体育館が改修工事の関係などからさいたまスーパーアリーナ（準々決勝まで）と所沢市民体育館（準決勝以降）で分割開催。日程も通常の5日間連続から準々決勝と準決勝が4日間開く形になる。埼玉県での開催のため開催地枠が埼玉県に与えられ2校となったが、旧選抜大会時代から開催地枠込みで3校だった東京都の出場枠が3校のまま変わらなかったため、この年の出場校は1校多い男女各53校となった。

#### 第71回大会（2019年）-
第71回 | 第72回 | 第73回 | 第74回 | 第75回 | 第76回 | 第77回 |
第71回大会から第72回大会にかけて東京体育館が改修工事の関係などから会場が武蔵野の森総合スポーツプラザに変更された。翌年から東京体育館に復帰。2021年と2022年にそれぞれ開催された第73回大会と第74回大会は新型コロナウイルス感染症の影響を受け全ての試合が無観客試合となった（部員・関係者以外は出場選手保護者を含め入場不可だった）。
第73回（2022年度　2023年1月開催）は、引き続き序盤3日間（1回戦-準々決勝）までは前年と同じ部員・関係者以外入場不可（出場選手保護者を含む）の無観客となるが、準決勝以後は3年ぶりに有料有観客試合となることが決定した。

## 開催要項
※は旧選抜優勝大会からの「春高バレー」名称等引継ぎにともなう連名で、第63回から加わる。
主催
JVA、高体連、フジテレビ他フジネットワーク28社（後述）※、産業経済新聞社（産経新聞・サンケイスポーツ）※
後援
スポーツ庁、ニッポン放送※、文化放送※
主管
高体連バレーボール専門部、開催都県バレーボール協会
特別協賛
ジャパネットたかた（「ジャパネット杯」冠スポンサー、第63回から）
協賛
日本コカ・コーラ（コカ・コーラボトラーズ、第65回まで）
久光製薬（第66回）
大塚製薬（ポカリスエット）、近畿日本ツーリスト（第67回）
日清製粉グループ本社（第69回）
野村ホールディングス、KDDI（au名義）（第71回）
日程
毎年1月初旬の5日間
開催場所
東京体育館（例外年度あり）
出場校
男女各52校 - （例外年度あり）
各地区の予選は日程変更で早まった。日程が正月明けということもあり、また同時期にはサッカーも首都圏で全国大会が行われているため、関係者等の移動手段・宿泊施設を早めに確保する必要がある地域から順次代表が決定する方式になっている。開催地東京では11月中旬に代表校が決まり、本大会の抽選会は11月末～12月初旬にフジテレビ本社で行われる。詳細は後述。
旧春高バレーのときは、おもに国立代々木競技場（第1・2体育館。年度により東京体育館が主だったときもある）を主とし、青山学院記念館や駒沢オリンピック公園総合運動場屋内球技場・同体育館などの首都圏の各会場に分散して開催した年度があるが、現行の1月開催になってからは代々木競技場が同時期の全日本総合バスケットボール選手権大会に抑えられた影響もあり、主会場を東京体育館に統一した。
全国大会は、1回戦と（第73回以降）2回戦をメイン・サブ両アリーナ併用5面（うち1面はサブアリーナ）、3回戦と準々決勝をメインアリーナのみの4面で同時に行い、準決勝・決勝はアリーナ全体をセンターコートにし1面のみで競技を行う。3月開催だった旧選抜優勝大会から比べて会期が2日短縮されるため、1回戦・2回戦の分割開催がなくなるのと、3回戦・準々決勝が同一日連続開催となるため、優勝決定までは5日間で6試合という日程を消化することとなる。優勝校にはJVA優勝旗・芳名録（以上持ち回り）、産経新聞・フジテレビ・FNS・ジャパネットよりカップ・副賞目録が贈呈される。
なお、準決勝と決勝戦は基本的にカレンダーの配置上成人の日である1月第2月曜日が含まれる週末に行われるため、大抵の年度は成人の日の前日の日曜だが、年度によって成人の日当日を決勝日とする5日間連続の日程とする場合と、休養日を設けたうえで前半と後半に分ける場合とがある。
抽選会
全国大会の組み合わせは以下の手順にて行われる。おもにシード校の配置→各ブロックを配置させるゾーン抽選→本抽選の段階に分けられる。
1. トーナメント表にはA～Hの8つのゾーンと1番～52番の番号に振り分けられる。ADEHのゾーンには各7校（そのうち各1校は後述のシード校に配置）、BCFGのゾーンには各6校（そのうち各2校はシード）入り、さらにA（1番～7番）とB（8番～13番）のゾーン、C（14番～19番）とD（20番～26番）のゾーン、E（27番～33番）とF（34番～39番）のゾーン、G（40番～45番）とH（46番～52番）のゾーンの全4か所各13校を4分の1ゾーン（準決勝ブロック）、A～Dゾーンが前半ブロック、E～Hゾーンが後半ブロック（2分の1ゾーン、反対ブロック）となっている。
2. 前年度大会と夏のインターハイの成績を考慮して強豪4チームが第1～第4シード校となり、あらかじめ第1シード校はAゾーンの1番、第2シード校はHゾーンの52番、第3シード校はEゾーンの27番、第4シード校はDゾーンの26番、東京都予選大会優勝（第1代表）校の第5シード校はCゾーンの14番にそれぞれ配置され2回戦から初戦となる。よって抽選の必要はないが、配置と同時に後述のゾーン抽選のための所属ブロック名盤も置かれる。
3. 8つの各地域ブロックの代表校がトーナメント表の8つの各ゾーンのどこに入るのか、またバランスよく配置を決めるゾーン抽選が行われ（前述のシード校も含まれて考慮される）、決まれば各ゾーンに各ブロックの名盤が置かれる。抽選の順番は出場校数が多いブロックから行われる。
4. 最初に最多11チーム出場の関東ブロックからで、あらかじめ8つはすべての各ゾーンに必ず1つずつ自動的に配置されてから、残りの3つを同じゾーンに2つ入る抽選を3回行う（シード校のゾーンは1つ目と見なされる）。ただし、各4分の1ゾーンの4か所の内、3か所は片方のゾーンだけ入る（例：AとBのゾーン両方入らない）ように考慮される。なお、関東ブロック以外は同じゾーンに2つ以上は入らないように配置させる。
5. 北海道・東北の合同ブロックと九州ブロックは両方とも8チーム出場するため、8つすべての各ゾーンに1つずつ自動的に配置されるので抽選の必要はない。
6. 近畿ブロックは7チーム出場するため、組み入れないゾーン抽選を1回だけ行い、引いたゾーン以外7つすべて配置される。
7. 北信越ブロックと中国ブロックは両方とも5チーム出場するため、予備抽選で順番（1番と2番）を決める。組み入れないゾーン抽選を3回行い、引かれなかった5つのゾーンはすべて配置される。ただし、各4分の1ゾーンの3か所は片方のゾーンだけ、1か所は両方引かれない（配置される）ように考慮される。
8. 東海ブロックと四国ブロックは両方とも4チーム出場するため、これも予備抽選で順番（1番と2番）を決める。ただし、1番を引いたブロックが実質最後となり組み入れるゾーン抽選を4回行い、各4分の1ゾーンに1つずつ配置される。2番を引いたブロックは、各4分の1ゾーンの残りの空白1つずつ自動的に配置されるように考慮され、抽選の必要がなくなる。これですべてのブロックのゾーン抽選が終了する。
9. シード校以外の各代表校がトーナメント表に入る抽選が本格的に行われる。通常の流れは以下の順番で間接的な組み入れとなる（後述の13に例外がある）。ただし、同地区で3校出場の東京都代表校同士は準決勝ブロック、2校出場の北海道・大阪府・神奈川県（2013年のみ埼玉県）代表校同士はそれぞれ反対ブロックに配置され、抽選の順番は地区予選大会の結果で第1代表校からとなる（シード校を除く）。
  1. 各ブロックごとに、前述の（4～8）ゾーン抽選の結果にともない順番に所属ブロック名盤の置いてある各ゾーンの中からどこに入るかを決めるゾーン抽選を行う。
  2. 次に引いたゾーンの番号を引く本抽選を行う。
  3. 引いた番号に配置されるのと同時に、そのゾーンの所属ブロック名盤が取り除かれる。

10. 本抽選の前にシード校の4校～5校はすでに配置されたと見なされ各ゾーンのブロック名盤を取り除く。
11. 最初に関東ブロック代表校から抽選を行う（これは、唯一関東ブロック代表校同士が2校入るゾーンに3回戦まで対戦しないように配置させるためである）。抽選の順番は前述の3校出場の東京都代表校→2校出場の神奈川県代表校→東京都・神奈川県以外の代表校となる。
12. 関東ブロック代表校の抽選終了後、関東以外の各ブロックは予備抽選で順番（1番～7番）を決める。ただし、北海道・東北の合同ブロックと近畿ブロック代表校の抽選の順番はそれぞれ、前述の2校出場の北海道代表校→東北ブロック代表校、大阪府代表校→大阪府以外の代表校となる。
13. 関東以外のブロックで最後となる予備抽選7番を引いたブロック代表校は各ゾーンの残りの番号をすべて集めて本抽選を行う（つまり直接番号を引くことになる。これはゾーン抽選をしても、各ゾーンの番号が1つしか残っておらず実質的に決まってしまうためである。ただし、2校出場の北海道・大阪府代表校は通常通りに行う）。これですべての代表校の抽選が終了する。
14. トーナメントの1番から番号順に代表校をすべて読みあげる。
15. 男女各本抽選終了後、最後に開会式の選手宣誓と国旗持入場担当校を決める抽選を行う、1回のみで番号を直接引いて男女共通の番号の代表校が担当となる（第1〜第5シード校の番号1番・14番・26番・27番・52番も含む）。2025年では男女両校とも選手宣誓の担当校となる。それに伴いを担当校を決める抽選を男女各1回ずつ、計2回行われる。

## 競技日程
男女共通
- 第1日 - 開会式・1回戦
- 第2日 - 2回戦
- 第3日 - 3回戦・準々決勝
- 第4日 - 準決勝
- 最終日 - 決勝・閉会式

## テレビ中継
基本的に主催するFNS各局で中継される。地上波ではフジテレビ単独で1日目から3日目まで（1回戦から準々決勝まで）が試合翌日の未明帯に一部の試合をダイジェスト放送（ネットワーク各局は地元出場校の試合を中心に放送）、準決勝と決勝は試合当日の午後の時間帯に全国向けに録画中継する（準決勝までは、勝ち進んでいる場合当該地区の局は独自制作する場合がある。また関西テレビは決勝戦でも関西地区の代表校が進出した場合に限り独自制作とすることがある）（系列外ネット局に対しては、試合の翌日未明・早朝帯に放送される）。ただし、年度によっては会場から生放送で番組の進行を行うこともある。
また、CS放送のフジテレビワンツーネクストでは、1日目から3日目まではONE・TWO・NEXTの3波を使って3コートの試合を生中継（2019年以降、ほかのコートはONEとNEXTで当日の夜から翌日の朝にかけて録画中継。このため準々決勝まではONEとNEXTはほぼ春高バレーだけの編成となってしまう。2012年から2014年はONEとNEXTの2波で生中継を行った）、準決勝と決勝はONEで中継（決勝は録画、準決勝は年度によって生中継の場合があった）する。BS放送のBSフジでも決勝のみ録画放送（2013年を除く）、2015年は総集編を放送。2014年以降は1回戦から準決勝まで全試合生中継されるようになった（2014年、ONE・NEXTとスカチャン（最大3波を使い1日目から3日目まで生中継）、2015年、ONE・TWO・NEXTとスカチャン（最大2波）。2016年から2018年まで、ONE・TWO・NEXTとスカパー！オンデマンド（インターネット、準決勝まで全試合LIVE配信））。
地方大会決勝戦については、旧選抜優勝大会と異なり放送しない地域もあるが、代表決定戦の結果については当日の最終版のFNNニュースのスポーツコーナー枠（2023年度現在は平日である場合は『Live News α』、土・日曜日は『S-PARK』）でフォローされる。また開催地である東京都大会についてはフジテレビONEで男女の準決勝と開催地（第3）代表決定戦を生中継し、地上波ではそれらを抜粋した録画中継とする場合もある。
2018年11月からスポーツブル内に「バーチャル春高バレー」を開設し、地方大会代表決定戦と本大会の全試合を配信。本大会は1回戦から準々決勝まで全てライブで配信を行う。2021年は本大会のライブ配信を1回戦から準決勝までに拡大する。2022年は新たに全国大会決勝有料ライブ配信を行う他、有料配信を行う大会パスも新設。

### 主催者および担当地域
各都道府県予選では、当該地域を放送対象地域とするフジネットワーク系列局が主催者となり、大会運営において中心的役割を果たしている。
| 都道府県 | 担当社                 | 備考                  |
| -------- | ---------------------- | --------------------- |
| 東京都   | フジテレビジョン       | 主幹局 関東広域圏管轄 |
| 茨城県   | フジテレビジョン       | 主幹局 関東広域圏管轄 |
| 栃木県   | フジテレビジョン       | 主幹局 関東広域圏管轄 |
| 群馬県   | フジテレビジョン       | 主幹局 関東広域圏管轄 |
| 埼玉県   | フジテレビジョン       | 主幹局 関東広域圏管轄 |
| 千葉県   | フジテレビジョン       | 主幹局 関東広域圏管轄 |
| 神奈川県 | フジテレビジョン       | 主幹局 関東広域圏管轄 |
| 北海道   | 北海道文化放送         | 南北両地区管轄        |
| 岩手県   | 岩手めんこいテレビ     |                       |
| 宮城県   | 仙台放送               |                       |
| 秋田県   | 秋田テレビ             |                       |
| 山形県   | さくらんぼテレビジョン |                       |
| 福島県   | 福島テレビ             |                       |
| 新潟県   | NST新潟総合テレビ      |                       |
| 長野県   | 長野放送               |                       |
| 静岡県   | テレビ静岡             |                       |
| 富山県   | 富山テレビ放送         |                       |
| 石川県   | 石川テレビ放送         |                       |
| 福井県   | 福井テレビジョン放送   |                       |
| 愛知県   | 東海テレビ放送         | 中京広域圏管轄        |
| 岐阜県   | 東海テレビ放送         | 中京広域圏管轄        |
| 三重県   | 東海テレビ放送         | 中京広域圏管轄        |

| 都道府県 | 担当社                   | 備考                    |
| -------- | ------------------------ | ----------------------- |
| 大阪府   | 関西テレビ放送           | 近畿広域圏 ・徳島県管轄 |
| 滋賀県   | 関西テレビ放送           | 近畿広域圏 ・徳島県管轄 |
| 京都府   | 関西テレビ放送           | 近畿広域圏 ・徳島県管轄 |
| 兵庫県   | 関西テレビ放送           | 近畿広域圏 ・徳島県管轄 |
| 奈良県   | 関西テレビ放送           | 近畿広域圏 ・徳島県管轄 |
| 和歌山県 | 関西テレビ放送           | 近畿広域圏 ・徳島県管轄 |
| 徳島県   | 関西テレビ放送           | 近畿広域圏 ・徳島県管轄 |
| 島根県   | 山陰中央テレビジョン放送 | 両県管轄                |
| 鳥取県   | 山陰中央テレビジョン放送 | 両県管轄                |
| 岡山県   | 岡山放送                 | 両県管轄                |
| 香川県   | 岡山放送                 | 両県管轄                |
| 広島県   | テレビ新広島             |                         |
| 愛媛県   | テレビ愛媛               |                         |
| 高知県   | 高知さんさんテレビ       |                         |
| 福岡県   | テレビ西日本             |                         |
| 佐賀県   | サガテレビ               |                         |
| 長崎県   | テレビ長崎               |                         |
| 熊本県   | テレビ熊本               |                         |
| 大分県   | テレビ大分               | クロスネット局          |
| 宮崎県   | テレビ宮崎               | クロスネット局          |
| 鹿児島県 | 鹿児島テレビ放送         |                         |
| 沖縄県   | 沖縄テレビ放送           |                         |

### フジテレビ系列以外のテレビ局
これらの各社は地元にフジネットワーク加盟民放がないことから、全国大会の主催には参加せず「番組販売」「企画参加」といった対応で全国大会決勝戦の中継・地元分のフォローを行っている。各県大会の主催に加わるかは地域により異なる。
| 都道府県 | 担当社         | 放送系列    | 備考 |
| -------- | -------------- | ----------- | --- |
| 青森県   | 青森放送       | NNN/NNS系列 | |
| 山梨県   | 山梨放送       | NNN/NNS系列 | |
| 徳島県   | 四国放送       | NNN/NNS系列 | |
| 山口県   | テレビ山口     | JNN系列     | 1987年9月までFNSのみ加盟していた名残で、フジテレビ・産経新聞社とともに山口県大会の主催にも参加                                                             |
| 滋賀県   | びわ湖放送     | 独立県域局  | 府県大会決勝戦をカンテレとの共同制作の形で放送（原則として独立局側で生中継、カンテレは録画ダイジェスト版。全国大会はカンテレでフォローするため放送がない） |
| 京都府   | 京都放送       | 独立県域局  | 府県大会決勝戦をカンテレとの共同制作の形で放送（原則として独立局側で生中継、カンテレは録画ダイジェスト版。全国大会はカンテレでフォローするため放送がない） |
| 奈良県   | 奈良テレビ放送 | 独立県域局  | 府県大会決勝戦をカンテレとの共同制作の形で放送（原則として独立局側で生中継、カンテレは録画ダイジェスト版。全国大会はカンテレでフォローするため放送がない） |
| 和歌山県 | テレビ和歌山   | 独立県域局  | 府県大会決勝戦をカンテレとの共同制作の形で放送（原則として独立局側で生中継、カンテレは録画ダイジェスト版。全国大会はカンテレでフォローするため放送がない） |

### テーマ曲
- 2011年 - 「Fly」 / Hey! Say! JUMP
- 2012年 - 「With you」 / Sexy Zone（現；timelesz）
- 2013年 - 「完全マイウェイ」 / Sexy Zone
- 2014年 - 「Shout!!」 / Sexy Zone
- 2015年 - 「Trophy」 / Sexy Zone
- 2016年 - 「ロマンティックに勝利をつかめ」 / Sexy Zone
- 2017年 - 「Stand up!Speak out!」 / Sexy Zone
- 2018年・2019年 - 「会いたいよ」 / Sexy Zone
- 2020年 - 2025年 - 「YELL! YELL! YELL!」 /  Sexy Zone（未発売曲）

## 結果
新制度春高バレー開始以降。以前の選手権大会は全国高等学校総合体育大会バレーボール競技大会#結果、旧春高バレーは全国高等学校バレーボール選抜優勝大会#結果参照

### 男子
| 回 | 年     | 優勝校              | 準優勝校             | ベスト4校           | ベスト4校          |
| -- | ------ | ------------------- | -------------------- | ------------------- | ------------------ |
| 63 | 2011年 | 東亜学園（東京第2） | 鎮西（熊本）         | 大村工（長崎）      | 東洋（東京第1）    |
| 64 | 2012年 | 大村工（長崎）      | 創造学園（長野）     | 東亜学園（東京第2） | 鹿児島商（鹿児島） |
| 65 | 2013年 | 星城（愛知）        | 大塚（大阪第1）      | 大村工（長崎）      | 鹿児島商（鹿児島） |
| 66 | 2014年 | 星城（愛知）        | 鹿児島商（鹿児島）   | 東福岡（福岡）      | 雄物川（秋田）     |
| 67 | 2015年 | 東福岡（福岡）      | 大村工（長崎）       | 大塚（大阪第1）     | 愛工大名電（愛知） |
| 68 | 2016年 | 東福岡（福岡）      | 鎮西（熊本）         | 駿台学園（東京第2） | 創造学園（長野）   |
| 69 | 2017年 | 駿台学園（東京第1） | 東亜学園（東京第2）  | 習志野（千葉）      | 高川学園（山口）   |
| 70 | 2018年 | 鎮西（熊本）        | 洛南（京都）         | 東亜学園（東京第1） | 高川学園（山口）   |
| 71 | 2019年 | 洛南（京都）        | 清風（大阪第1）      | 市立尼崎（兵庫）    | 鎮西（熊本）       |
| 72 | 2020年 | 東山（京都）        | 駿台学園（東京第2）  | 松本国際（長野）    | 清風（大阪第1）    |
| 73 | 2021年 | 東福岡（福岡）      | 駿台学園（東京第1）  | 市立尼崎（兵庫）    | 清風（大阪）       |
| 74 | 2022年 | 日本航空（山梨）    | 鎮西（熊本）         | 日南振徳（宮崎）    | 雄物川（秋田）     |
| 75 | 2023年 | 駿台学園（東京第1） | 鎮西（熊本）         | 東山（京都）        | 習志野（千葉）     |
| 76 | 2024年 | 駿台学園（東京第1） | 福井工大福井（福井） | 鎮西（熊本）        | 昇陽（大阪）       |
| 77 | 2025年 | 駿台学園（東京第1)  | 東福岡（福岡)        | 市立尼崎（兵庫）    | 東亜学園（東京）   |

### 女子
| 回 | 年     | 優勝校                | 準優勝校                | ベスト4校              | ベスト4校                 |
| -- | ------ | --------------------- | ----------------------- | ---------------------- | ------------------------- |
| 63 | 2011年 | 東九州龍谷（大分）    | 古川学園（宮城）        | 共栄学園（東京第1）    | 鹿児島女子（鹿児島）      |
| 64 | 2012年 | 東九州龍谷（大分）    | 氷上（兵庫）            | 下北沢成徳（東京第1）  | 大阪国際滝井（大阪第2）   |
| 65 | 2013年 | 下北沢成徳（東京第1） | 誠英（山口）            | 熊本信愛女学院（熊本） | 柏井（千葉）              |
| 66 | 2014年 | 九州文化学園（長崎）  | 東九州龍谷（大分）      | 共栄学園（東京第1）    | 東京都市大塩尻（長野）    |
| 67 | 2015年 | 金蘭会（大阪第1）     | 大阪国際滝井（大阪第2） | 東九州龍谷（大分）     | 柏井（千葉）              |
| 68 | 2016年 | 下北沢成徳（東京第3） | 八王子実践（東京第1）   | 金蘭会（大阪第1）      | 文京学院大女子（東京第2） |
| 69 | 2017年 | 下北沢成徳（東京第1） | 就実（岡山）            | 鹿児島女子（鹿児島）   | 金蘭会（大阪第1）         |
| 70 | 2018年 | 金蘭会（大阪第1）     | 東九州龍谷（大分）      | 下北沢成徳（東京第1）  | 誠英（山口）              |
| 71 | 2019年 | 金蘭会（大阪第1）     | 東九州龍谷（大分）      | 下北沢成徳（東京第1）  | 八王子実践（東京第2）     |
| 72 | 2020年 | 東九州龍谷（大分）    | 古川学園（宮城）        | 金蘭会（大阪第1）      | 共栄学園（東京第3）       |
| 73 | 2021年 | 就実（岡山）          | 大阪国際滝井（大阪）    | 古川学園（宮城）       | 東九州龍谷（大分）        |
| 74 | 2022年 | 就実（岡山）          | 古川学園（宮城）        | 金蘭会（大阪）         | 下北沢成徳（東京）        |
| 75 | 2023年 | 古川学園（宮城）      | 誠英（山口）            | 金蘭会（大阪）         | 熊本信愛女（熊本）        |
| 76 | 2024年 | 就実（岡山）          | 下北沢成徳（東京第1）   | 誠英（山口）           | 旭川実業（北海道）        |
| 77 | 2025年 | 共栄学園（東京第3）   | 下北沢成徳（東京第1）   | 就実（岡山）           | 金蘭会（大阪第1）         |